# Carta prepagata
Le carte prepagate (anche dette carte prepagate ricaricabili o carte di credito ricaricabili o semplicemente carte ricaricabili) sono un tipo di carta di pagamento il cui credito non è detratto dal conto corrente bancario, ma è detratto direttamente dai fondi correnti ricaricati sulla carta.

## Descrizione

### Funzionamento
Le carte di pagamento dette prepagate si differenziano dalle carte di debito e carte di credito poiché sono collegate ad un cosiddetto borsellino elettronico, il cui accesso è garantito dalla carta stessa. Il pagamento viene addebitato istantaneamente: questa differenza sostanziale, con gli altri strumenti di pagamento, è un rilevante vantaggio per chi deve incassare l'importo essendo garantito l'immediato accredito.
Le carte prepagate utilizzano solitamente gli stessi circuiti delle carte di credito (i più utilizzati sono VISA Electron e MasterCard).
Da distinguere dalle carte prepagate è la carta regalo. Queste sono emesse solitamente da esercenti al fine di consentire l'acquisto dei propri prodotti tramite l'utilizzo di una carta regalo prepagata.
In sintesi, le macro tipologie di carta prepagate sono:
- ricaricabili non agganciate ad un conto corrente (spesso non richiedono un canone, solo il costo di attivazione nonché quello delle ricariche);
- ricaricabili agganciate ad un conto corrente (spesso richiedono, a parte l'attivazione, anche un canone);
- ricaricabili con funzioni di conto (a esse è legato un IBAN che consente alcune operazioni basilari)
- usa e getta.

Un'altra differenziazione è:
- carta nominativa (tipicamente sono quelle agganciate ad un conto corrente bancario o postale);
- carta al portatore (tipicamente quelle usa e getta e quelle, anche emesse dal sistema bancario o postale o di altri circuiti finanziari simili, ma che sono anonime).

La carta al portatore non richiede registrazione e pertanto è utile a chi ha problemi di affidabilità come pagatore in centrale rischi, oppure desidera fare acquisti (tipicamente e-commerce) con maggior riservatezza. Le carte prepagate anonime hanno dei limiti, sempre più restrittivi, di ricarica e impiego (imposti dalle direttive UE sull'antiriciclaggio).

### Usi
In Italia, il maggiore utilizzo delle carte prepagate è per gli acquisti su internet; ciò presenta anche il vantaggio di minimizzare i rischi derivanti da eventuali clonazioni delle carte di credito.